# South Norfolk
Il South Norfolk è un distretto del Norfolk, Inghilterra, Regno Unito, con sede a Long Stratton.
Il distretto fu creato con il Local Government Act 1972, il 1º aprile 1974 dalla fusione dei distretti urbani di Diss e Wymondham col distretto rurale di Depwade, il distretto rurale di Forehoe and Henstead ed il distretto rurale di Loddon.

## Parrocchie civili
- Alburgh
- Aldeby
- Alpington
- Ashby St. Mary
- Ashwellthorpe and Fundenhall
- Aslacton
- Barford
- Barnham Broom
- Bawburgh
- Bedingham
- Bergh Apton
- Bixley
- Bracon Ash
- Bramerton
- Bressingham
- Brockdish
- Brooke
- Broome
- Bunwell
- Burgh St. Peter
- Burston and Shimpling
- Caistor St. Edmund
- Carleton Rode
- Carleton St. Peter
- Chedgrave
- Claxton
- Colney
- Costessey
- Cringleford
- Denton
- Deopham
- Dickleburgh and Rushall
- Diss
- Ditchingham
- Earsham
- East Carleton
- Easton
- Ellingham
- Flordon
- Forncett
- Framingham Earl
- Framingham Pigot
- Geldeston
- Gillingham
- Gissing
- Great Melton
- Great Moulton
- Haddiscoe
- Hales
- Heckingham
- Hedenham
- Hellington
- Hempnall
- Heywood
- Hethersett
- Hingham
- Holverston
- Howe
- Keswick
- Ketteringham
- Kimberley
- Kirby Bedon
- Kirby Cane
- Kirstead
- Langley with Hardley
- Little Melton
- Loddon
- Long Stratton
- Marlingford and Colton
- Morley
- Morning Thorpe
- Mulbarton
- Mundham
- Needham
- Newton Flotman
- Norton Subcourse
- Poringland
- Pulham Market
- Pulham St. Mary
- Raveningham
- Redenhall with Harleston
- Rockland St. Mary
- Roydon
- Rushall
- Saxlingham Nethergate
- Scole
- Seething
- Shelfanger
- Shelton and Hardwick
- Shotesham
- Sisland
- Starston
- Stockton
- Stoke Holy Cross
- Surlingham
- Swainsthorpe
- Swardeston
- Tacolneston
- Tasburgh
- Tharston and Hapton
- Thurlton
- Thurton
- Thwaite
- Tibenham
- Tivetshall St. Margaret
- Tivetshall St. Mary
- Toft Monks
- Topcroft
- Trowse with Newton
- Wacton
- Wheatacre
- Wicklewood
- Winfarthing
- Woodton
- Wortwell
- Wramplingham
- Wreningham
- Wymondham
- Yelverton